# Dreadful Shadows
Dreadful Shadows est un groupe de rock et metal gothique allemand, originaire de Berlin. Faisant initialement partie des mouvements rock gothique et dark wave, le groupe avait considérablement évolué au moment de la sortie de son premier album en 1994, notamment en incorporant des éléments metal et de l'électro moderne. À la suite de ces évolutions, le groupe peut être considéré comme faisant partie du genre metal gothique.
Dreadful Shadows se dissous officiellement en 2000, chacun de ses membres se dirigeant vers des projets distincts. Depuis 2007, ils réapparaissent ponctuellement pour donner quelques concerts, essentiellement en Allemagne.

## Biographie

### Formation et débuts (1993–1994)
En 1993, Sven Friedrich (de), Reiko Jeschke, Franc Hofer, Jens Riediger et Ron Thiele forment Dreadful Shadows à Berlin, et enregistrent leur première démo. La même année, le guitariste Reiko Jeschke est remplacé par Stefan Neubauer. Le groupe fait quelques apparitions en Allemagne, en Angleterre et au Danemark. Une seconde démo est alors publiée et se fait remarquer par le label Sounds of Delight. En décembre 1993, le groupe commence à travailler sur son premier album, Estrangement, qui parait en avril 1994. Dreadful Shadows commence une tournée européenne en compagnie de groupes tels Love Like Blood, Nosferatu et The Eternal Afflict, et commence à se faire remarquer aux Pays-Bas, en Angleterre et au Danemark.
Il s'ensuit en 1994 et 1995 des contributions, d'autres concerts et la participation au Festival Zillo en décembre 1994 avec Christian Death, Armageddon Dildos et The Eternal Afflict en décembre 1994, contribuant à augmenter la popularité grandissante de Dreadful Shadows en Allemagne. En février 1995, le groupe retourne en studio pour enregistrer un EP intitulé Homeless, qui paraît en juin 1995. Une reprise du titre True Faith de New Order est notamment un succès dans plusieurs clubs. Par la suite, le groupe apparait avec Cyan Kills E.Coli, au Festival Mise Noire de Madrid, avec des groupes déjà connus tels que Mephisto Walz et Girls Under Glass.

### Derniers albums et séparation (1995–2000)
En décembre 1995, Dreadful Shadows quitte le label Sounds of Delight. Le groupe signe alors sur Deathwish Office, le label du groupe Love Like Blood. En mars 1996, les travaux commencent pour le deuxième album, Buried Again. Au cours de l’enregistrement, les deux guitaristes (Stefan Neubauer et Franc Hofer) quittent Dreadful Shadows en raison de conflits internes. Sven Friedrich et Tom Tony reprirent alors la partie guitare. En juillet 1996, André Feller quitte également le groupe. Un guitariste temporaire, Sebastian Oliver Lange (In Extremo), est alors recruté, mais ce dernier sera remplacé sur le long terme par Norman Selbig. Le nouveau line-up fait une apparition au Wave-Gotik-Treffen, suivie par la sortie de l'album Buried Again en 1997 et une tournée en Allemagne et en Europe (avec une apparition au Festival Sacrosanct à Londres en compagnie de groupes tels que Rosetta Stone et Vendemmian en août 1996).
En 1997, Dreadful Shadows rejoint la maison de disques Oblivion, enregistrant dans la foulée le single Burning the Shrouds. Après une tournée faite de premières parties avec le groupe de metal gothique Paradise Lost, le troisième album studio du groupe, Beyond the Maze, est publié en février 1998. La tournée de promo mena notamment le groupe à Beyrouth, au Liban. Ils tournent également la vidéo de la chanson Insight. La reprise du titre de Tanita Tikaram, Twist in My Sobriety, conclut une année couronnée de succès. Les mises en place scéniques du groupe se révèlent en 1999, lorsque les membres se lancent dans une grande tournée européenne. En juillet 1999, le groupe enregistre des titres au Thommy Hein Tonstudios de Berlin pour l'album Stars of Trash de Gitane Demone. Le dernier album studio de Dreadful Shadows, The Cycle, est publié en septembre 1999. Les membres du groupe entreprennent une tournée finale en Allemagne en l'an 2000 avant de se séparer. Sven Friedrich et Norman Selbig forment Zeraphine peu de temps après la scission. André et Ron forment pour leur part Coma 51, tandis que Jens forme son propre label, Andromeda Records, mais également le groupe Thanateros.

### Rééditions et projets solo (2000–2011)
Pendant les années qui suivent, la plupart des albums de Dreadful Shadows sont remasterisés et réédités. Tout d'abord, en 2000, le double CD Estrangement + Homeless est réédité avec notamment un son remixé. Trois ans plus tard, en 2003, Buried Again est réédité avec un traitement similaire et l'ajout de titres bonus, tels que des reprises de David Bowie et Marilyn Manson, mais aussi des versions remixées de Dusk et de Paradize. En outre, les albums Beyond the Maze et The Cycle sont reconditionnés pour être vendus comme double CD par le label Oblivion en 2001. Ce coffret double CD reprend simplement les disques originels, sans remixes ni titres bonus.
En 2007, plusieurs concerts de Dreadful Shadows en formation originelle sont annoncés, la nouvelle surprenant jusqu'à leurs propres fans. À la suite de cette annonce, un concert mémorable se tient notamment à Leipzig le 13 octobre 2007. Le groupe tient cependant à souligner que ce n'était pas une reformation et qu'aucun album n'était en cours d'enregistrement ou de production. Les fans pouvaient voter pour les chansons qu'ils voulaient lors de ces concerts via le site Internet du groupe. Continuité logique de Dreadful Shadows par la voix de son chanteur Sven Friedrich, Zeraphine compte à cette période cinq albums : Kalte Sonne (2002), Traumaworld (2003), Blind Camera (2005), Still (2006) et Whiteout (2010).
Sven Friedrich lance un projet solo intitulé Solar Fake. Friedrich décrit ce groupe d'électro pur comme un projet comportant des mélodies intenses et des moments mélancoliques. Un premier album, prévu pour être publié en février 2008 sur le label Synthetic Symphony/SPV, est effectivement sorti et s'intitule Broken Grid. Deux autres albums, Frontiers (2011) et Reasons to Kill (2013), sont venus compléter cette discographie.

### Retour (depuis 2012)
Une page Facebook est créée par le groupe le 23 novembre 2011. Malgré ce signe positif, aucun nouvel album de Dreadful Shadows n'est annoncé qu'en fin d'année 2013 ou dans un proche avenir, bien que le groupe ait laissé entrevoir en juin 2012 quelques rumeurs sur un nouvel album.

## Membres

### Membres actuels
- Jens Riediger - basse (1993-2000, depuis 2012)[5]
- Ron Thiele - batterie, chœurs (1993-2000, depuis 2012)[5]
- Sven Friedrich - guitare acoustique, claviers, chant (1993-2000, depuis 2012)[5]
- Norman Selbig - guitare (1996-2000, depuis 2012)[5]
- André Fuller - guitare (1996-2000, depuis 2012)[5]

### Anciens membres
- Frank Hofer - guitare (1993-1996)[5]
- Reiko Jeschke - guitare (1993)[5]
- Stefan Neubauer - guitare (1993-1996)[5]
- Sebastian Oliver Lange - guitare (1996)[5]

## Discographie

### Démos
- 1991 : The Nuisance (sous le nom de The Nuisance)
- 1992 : Tangled Order (sous le nom de The Nuisance)
- 1993 : Dreadful Shadows

### Singles et EPs
- 1994 : Homeless EP (EP)
- 1998 : Burning The Shrouds (single)
- 1999 : Twist In My Sobriety (single)
- 1999 : Futility (single)
- 2000 : Apology (vendus uniquement pendant les shows)